# Melanichneumon pluto
Melanichneumon pluto är en stekelart som först beskrevs av Henry Lorenz Viereck 1903.  Melanichneumon pluto ingår i släktet Melanichneumon och familjen brokparasitsteklar. Inga underarter finns listade i Catalogue of Life.